# Чемерис Володимир Володимирович
Володи́мир Чемери́с (нар. 19 жовтня 1962, Конотоп, Сумська область) — український громадський і політичний діяч, колишній член правління Української Гельсинської Спілки, співкоординатор акції «Україна без Кучми». Безпартійний.

## Біографія
1976 — навчається у київській фізико-математичній школі при КДУ.
1979 — вступив на фізичний факультет Київського державного університету (кафедра ядерної фізики).
1982 — за антирадянську діяльність був відрахований з комсомолу та університету (так звана «справа 16-ти», справа 16 студентів 5-ти факультетів КДУ).
Працював вантажником, формувальником, служив у армії.
1986 — відновився на 3-й курс КДУ. У цей період був одногрупником нині відомого українського барда Анатолія Сухого.
1989 — один з організаторів студентського товариства «Громада». Того ж року вдруге був виключений із університету (з 5-го, останнього, курсу) за антирадянську діяльність.
1990 — відновився на 5-й курс університету.
1990 — був одним з учасників студентських протестів («Революція на граніті»), що призвела до відставки Масола.
1991 — закінчив університет (кафедра теорії ядра та елементарних частинок).
Згодом продовжив навчання в аспірантурі Інституту теоретичної фізики АН України.
1991–1993 — голова Союзу українського студентства.
1994–1998 — депутат Київської міської ради та народний депутат України (Франківський округ м. Львова). Автор законопроєкту «Про статус столиці України — міста Києва» (схвалений Верховною Радою України у лютому 1998, щодо нього застосовано вето Президента).
З 1996 засновник та голова (нині член) правління, громадської організації Інститут «Республіка», яка предметно займається захистом права мирних зібрань в Україні. Розробник проєкту закону «Про свободу мирних зібрань».
2000–2001 — співкоординатор акції протесту «Україна без Кучми».
2013 — засудив брутальний розгін владою студентського Євромайдану 30 листопада, зазначивши, що тим самим влада фактично здійснила антиконституційний переворот та закликав українців вийти на акції протесту.
2015 — брав участь у похоронах члена Партії регіонів, колишнього депутата Верховної Ради України і першого заступник голови фракції Партії регіонів Михайла Чечетова., де в інтерв'ю Громадському Телебаченню порівняв смерть Чечетова зі вбивством Бориса Нємцова i звинуватив у цьому атмосферу ненависті. 
У 2021 році зареєстрував за місцем проживання у Києві громадську організацію "Червоні". 
Живе у Києві.